# КС-1 Комета
КС-1 (сокр. от «Комета-снаряд», изделие «Б», индекс ГРАУ — 4К87, по классификации МО США и НАТО — AS-1 «Kennel») — первая советская авиационная противокорабельная крылатая ракета.

## История создания
8 сентября 1947 году вышло Постановление Совета Министров СССР № 3140-1028 о проведении НИОКР, в ходе которых предполагалось создать противокорабельные самолёты-снаряды с дальностью стрельбы 100 км.
В качестве носителя этого оружия предполагалось использовать бомбардировщик Ту-4. Специально для работы над управляемыми ракетами было создано Специальное бюро № 1 (СБ-1, с 1950 года — КБ-1), директором которого был назначен П. Н. Куксенко, а главным инженером — Серго Берия. Проектирование планера было поручено ОКБ-155, которым руководил А. И. Микоян. Непосредственно проектированием ракеты занимался М. И. Гуревич.
Эскизный проект начат по постановлению правительства от 25 марта 1949 года. В ходе создания ракеты для отработки систем широко использовались самолёты-дублёры на базе серийных истребителей МиГ-9, МиГ-15 и МиГ-17. С истребителей снималось вооружение, устанавливалась система наведения для КС-1 и другая аппаратура. Управляемые лётчиками-испытателями, они имитировали полёт ракеты после сброса с самолёта-носителя. Поэтому неудивительно, что, когда 3 ноября 1949 года ОКБ-155 предъявило новый эскизный проект самолёта-снаряда, он был очень похож на уменьшенную копию МиГ-15. Основным отличием самолёта-снаряда от истребителя было крыло малой площади с очень большим для того времени углом стреловидности — 57,5°.
На первом этапе полёта бортовая система управления ракеты удерживала её внутри луча станции наведения (с учётом показаний барометрического высотомера). Обычно высота полёта составляла 400 м над поверхностью воды, а скорость 1060—1200 км/ч. При подлёте к цели на расстояние 10—20 км бортовой радиолокатор ракеты К-2 захватывал отражённый от цели луч станции наведения К-1, после чего управление «Кометы» переходило в режим самонаведения.
Первый полёт пилотируемого прототипа «К» был выполнен 4 января 1951 года (лётчик-испытатель — Амет-хан Султан). Первый сброс прототипа из-под носителя Ту-4К состоялся в мае 1951 года. Всего для отработки ракеты было изготовлено четыре экземпляра прототипа: К-1, К-2, К-3 и К-4. После проведения 150 пилотируемых полётов в мае 1952 года на базе 71 полигона были начаты беспилотные пуски. КС-1 запускался с борта Ту-4К. 21 ноября 1952 года был проведён последний испытательный пуск на морском полигоне в районе Феодосии. В качестве мишени был использован крейсер «Красный Кавказ», который после попадания в него «Кометы» переломился пополам и затонул.
В 1953 году «Комета» была официально принята на вооружение, хотя в серию запущена годом ранее.
С августа 1954 года проводились испытания ракеты в комплексе с Ту-16КС в качестве носителя. В 1955 году этот комплекс был принят на вооружение. В 1956—1957 годах были проведены мероприятия по улучшению характеристик ракеты.
В первой половине 1960-х годов была начата замена в эксплуатации КС-1 на более совершенные типы ракет КСР-2 и КСР-11 с соответствующей доработкой ракетоносцев Ту-16КС до модификаций Ту-16К-11-16 и Ту-16К-16 (Ту-16КСР, Ту-16КСР-2). Последняя КС-1 была выведена из эксплуатации в 1969 году.

## Модификации

### КСС

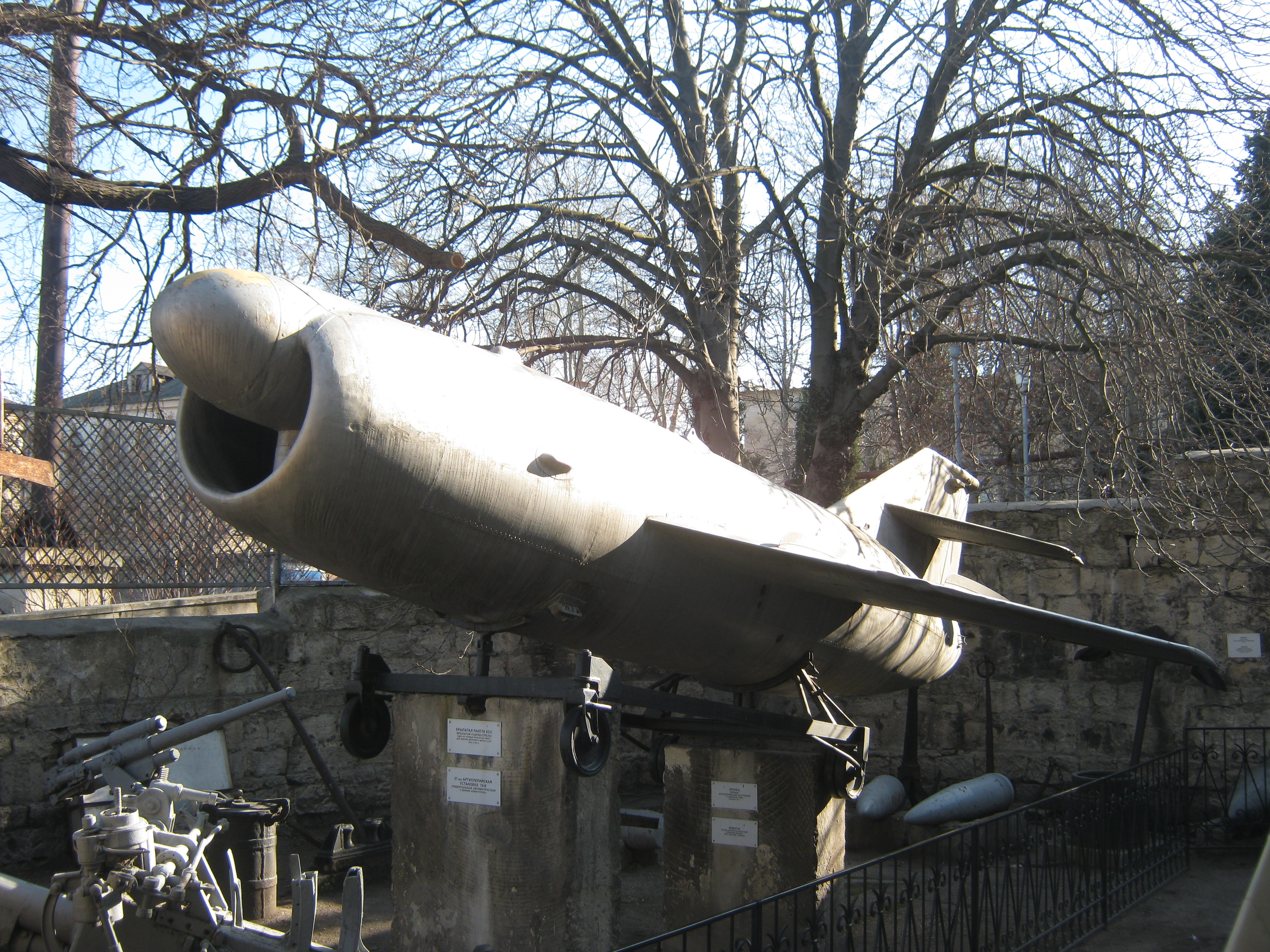
Ракета КСС из экспозиции музея Черноморского флота в Севастополе

КСС (сокр. от «Комета — самолёт-снаряд») — противокорабельный ракетный комплекс, которым предполагалось оснастить крейсера проекта 67. Ракета аналогична береговому комплексу С-2 «Сопка», но с меньшей дальностью стрельбы — 40 км. На вооружение не принимался, комплексом был оснащён только экспериментальный крейсер «Адмирал Нахимов», перестроенный по проекту 67-ЭП. Работы по крейсерам проекта 67 прекращены постановлением Совета Министров СССР от 4 июля 1957 года, «Адмирал Нахимов» разоружён 28 июля 1960 года. Основные причины: «слабость» ракеты для крейсеров водоизмещением 18 000 тонн и негативное отношение Хрущёва Н. С. к тяжёлым кораблям.

### «Стрела»
«Стрела» — комплекс наземного стационарного базирования с крылатой ракетой, созданной на базе «Кометы» путём установки на неё твердотопливного реактивного ускорителя СПРД-15. Разработка комплекса с ПУ в стационарных защищённых укрытиях была начата в 1954 году. Ввиду идентичности ракет, в 1960-х годах «Стрелу» зачастую называли стационарным комплексом «Сопка».

### С-2 «Сопка»

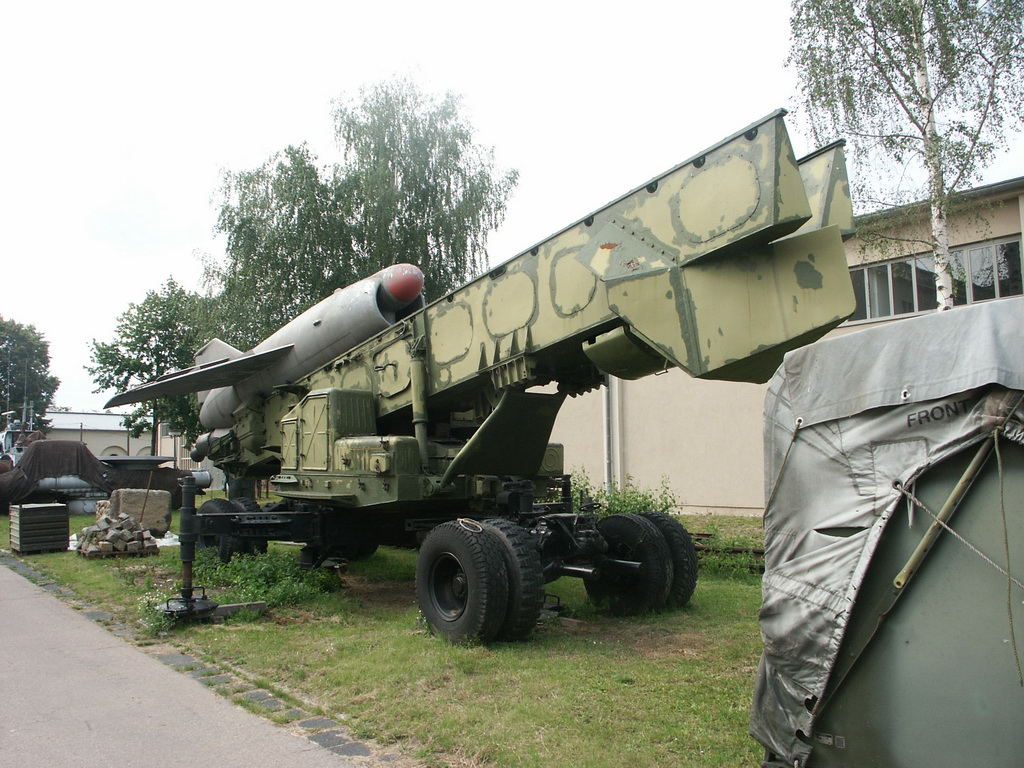
С-2 «Сопка» на ПУ в военно-историческом музее Дрездена

С-2 «Сопка» (индекс ГРАУ: 4К87, код НАТО: SSC-2B «Samlet») — подвижный береговой противокорабельный ракетный комплекс наземного базирования с крылатой ракетой, созданной на базе «Кометы» путём установки на неё твердотопливного реактивного ускорителя СПРД-15. Разработка велась по постановлению СМ СССР № 2004—1073 от 1 декабря 1955 года. На вооружение принят приказом главнокомандующего ВМФ СССР от 19 декабря 1958 года. В августе 1962 года в рамках операции «Анадырь» на Кубу был доставлен отдельный береговой ракетный полк ЧФ, всего 4 дивизиона по 2 пусковых установки (ПУ) и 8—10 ракет в каждом дивизионе. В 1973 году применялся в ходе четвёртой арабо-израильской войны.

#### ФКР-1

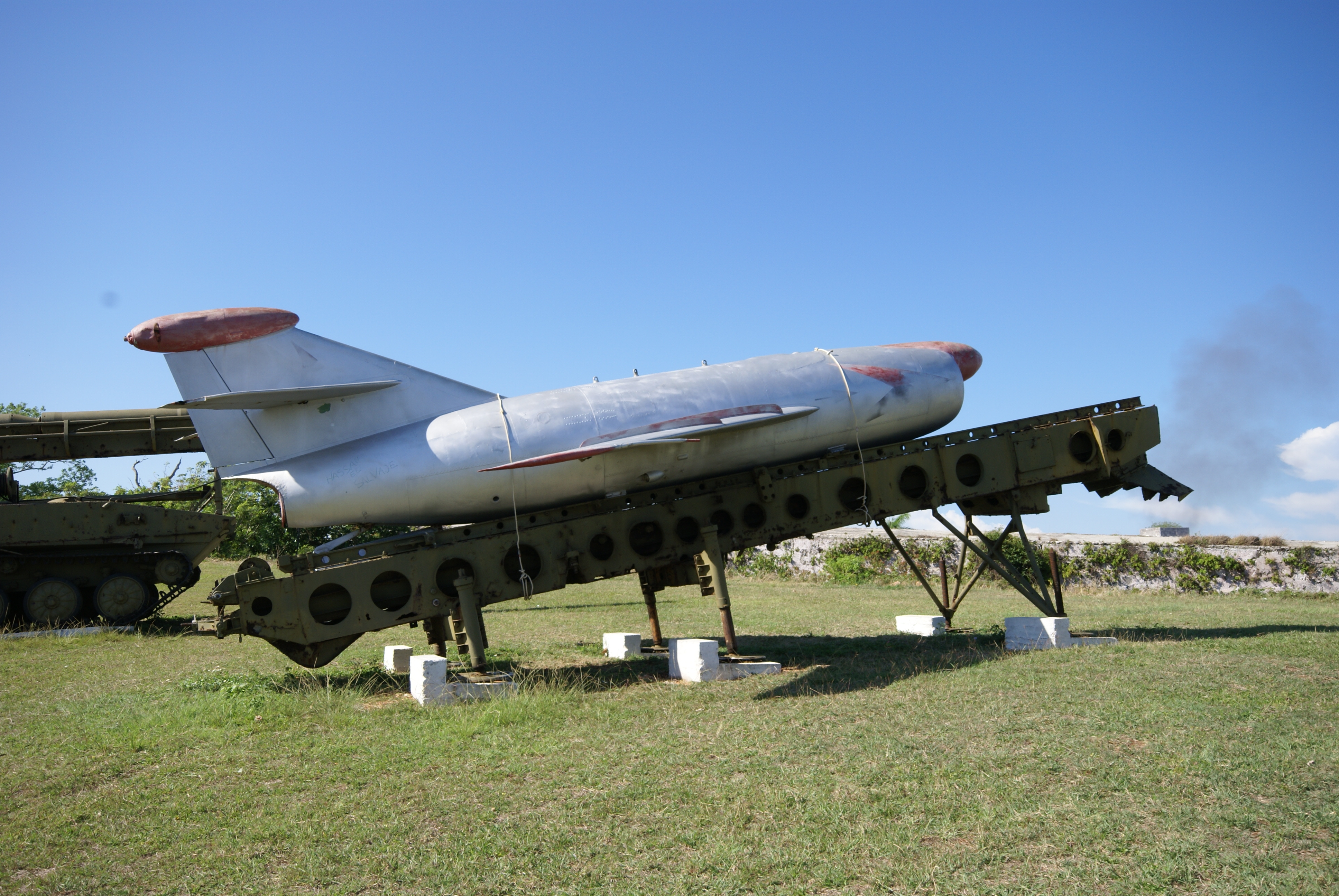
ФКР-1 на направляющей в Гаванской военной экспозиции, посвящённой Кубинскому кризису.

ФКР-1 (сокр. от «фронтовая крылатая ракета», также «изделие КС-7») — крылатая ракета наземного базирования, созданная ОКБ-155 на базе ракеты комплекса С-2 «Сопка» и предназначенная для нанесения ударов (в том числе ядерных) по наземным целям в тактической глубине на дистанциях до 125 км. КВО составляло 500 метров. Разработка задана постановлением Совета Министров СССР № 864—372 от 11 мая 1954 года. Принята на вооружение ВВС постановлением СМ № 320—154 от 3 марта 1957 года. На вооружении одного полка ВВС находилось 20 ракет ФКР-1. Во время Карибского кризиса осенью 1962 года на Кубу были доставлены два полка ФКР-1 по 8 ПУ в каждом и 80 боевых частей в ядерном снаряжении для ракет. Снята с вооружения в конце 1960-х годов.

## Тактико-технические характеристики
- Длина: 8,29 м
- Диаметр: 0,92 м
- Высота ракеты: 1,2 м
- Размах крыла: 4,77 м
- Стартовая масса: 2760 кг
- Скорость полёта: М=0,9
- Дальность стрельбы: 90 км
- Высота применения:
- Система наведения: полуактивная РЛГСН (подсветка цели с самолёта-носителя)
- Масса боевой части: до 600 кг
- Двигатель: ТРД РД-500К
- Топливо: керосин ТС, Т-1
- Самолет-носитель: Ту-4К, Ту-16КС

## Эксплуатация
В июне 1953 года в Крыму на аэродроме «Гвардейское» была сформирована специальная учебно-тренировочная часть для освоения ракеты. Первый пуск строевым экипажем был выполнен уже в декабре 1953 года по цели — транспорту «Курск». Директивой ГШ ВМФ от 30.08.1955 на базе части был сформирован 124 ТБАП ДД авиации ЧФ (с 1957 года — МТАП ДД). В составе полка были самолёты Ту-4КС и самолёты-имитаторы СКД-5, созданные на базе МиГ-17. Самолёты-имитаторы широко применялись при тренировках экипажей и позволяли сберечь боевые ракеты. В дальнейшем были созданы самолёты СКД-7 и СКД-15, которые, как и «изделие К», широко применялись при тренировках экипажей. Некоторое время на каждом аэродроме ракетоносцев существовали отряды самолётов-имитаторов.
Первоначально два снаряда КС-1 подвешивались на балочные держатели БД-КС под крыльями бомбардировщика Ту-4К, оснащённого бортовой РЛС К-1М «Кобальт-M». РЛС носителя обнаруживала цель и переходила в режим автосопровождения. При подлёте к цели на удалении до 90 километров и скорости не более 360 км/ч производился пуск ракеты. Ракета просаживалась вниз, одновременно разгоняясь и уходя вперёд, попадая в радиолуч наведения на цель. Сам самолёт-носитель уменьшал свою скорость до 320 км/ч и продолжал вести подсветку цели до её поражения. ГСН ракеты захватывала сигнал на расстоянии 20—30 км от цели, и ракета переводилась на самонаведение.
124 МТАП в 1955 году провёл пробное боевое дежурство в составе Северного флота, выполнив в общей сложности 40 пусков.
Ракетная система «Комета» не была лишена недостатков, но самым весомым был, конечно, устаревающий поршневой Ту-4. С 1953 года началась серийная постройка реактивных бомбардировщиков Ту-16, на базе которого было решено создать ракетоносец Ту-16КС с доработанным комплексом управления и БРЛС «Кобальт-2M». Первый самолёт Ту-16КС № 4200305 был готов к испытаниям уже в августе 1954 года. Всего Казанский завод № 22 построил 107 экземпляров Ту-16КС. В июне 1957 года первые ракетоносцы стали поступать в авиацию Черноморского флота (лидерный 124 МТАП). Далее самолёты поступили на вооружение пяти полков авиации СФ, ЧФ и ТОФ.
В 1958 году был проведён ряд доработок системы: увеличение запаса топлива повысило дальность полёта ракеты, а изменения в системе запуска двигателя ракеты — высотность её применения. Плоскости ракеты сделали складными. Установили радиовысотомер. С 1961 года комплекс дорабатывался установкой помехоустойчивой аппаратуры наведения.
Постепенно Ту-16КС стали переоборудовать под более совершенные ракеты. Так, начиная с 1962 года, 65 самолётов Ту-16 прошли доработку под систему К-11-16. К концу 1960-х годов «Кометы» были полностью вытеснены более совершенными образцами ПКР.
В начале 1950-х годов, во время Корейской войны, на заседании Политбюро ЦК КПСС рассматривался вопрос о применении первых 50 серийных ракет по американским авианосным соединениям у берегов Кореи, для чего предполагалось использовать два полка Ту-4. Технически это было выполнимо, но предложение было отклонено из-за опасений перерастания локальной войны в мировую с непредсказуемыми последствиями.

## Эксплуатанты
- — ВВС СССР
- — ВВС Египта
- — ВВС Индонезии